# Jakub Bagiński
Jakub Bagiński herbu Ślepowron – chorąży wiski w 1567 roku.